# Serrouville
Serrouville település Franciaországban, Meurthe-et-Moselle megyében. Lakosainak száma 674 fő (2022. január 1.). Serrouville Aumetz, Audun-le-Roman, Beuvillers, Errouville, Fillières, Joppécourt és Mercy-le-Haut községekkel határos.

## Népesség
A település népessége az elmúlt években az alábbi módon változott:
| Lakosok száma | 479  | 408  | 472  | 591  | 722  | 705  | 683  | 668  | 657  | 674  |
|               | 1968 | 1982 | 1990 | 2006 | 2013 | 2015 | 2017 | 2019 | 2020 | 2022 |